# Zausze
Zausze (biał. Завушша; ros. Заушье) – wieś na Białorusi nad rzeką Uszą (lewym dopływem Niemna), w rejonie nieświeskim obwodu mińskiego, około 10 km na zachód od Nieświeża. 

## Historia
Zausze w XVIII wieku należały do nieświeżkiej ordynacji Radziwiłłów. M.in Teofila Konstancja Radziwiłłówna (1738–1818), wychodząc za Ignacego Morawskiego (1744–1790), otrzymała m.in. Zausze jako dożywotnią dzierżawę. Po jej śmierci Zausze wróciło do Stefanii Radziwiłłówny, która wychodząc za mąż, wniosła Zausze w posagu ks. Ludwikowi Wittgensteinowi. Po niej odziedziczyła majątek jej córka Maria (1829–1897), żona Chlodwiga zu Hohenlohe. Maria sprzedała Zausze około 1890 roku pułkownikowi Konstantemu Hartinghowi. Majątek, choć bardzo uszczuplony w latach międzywojennych, pozostał w rękach tej rodziny do 1939 roku.
Po II rozbiorze Polski w 1793 roku Zausze, wcześniej należące do województwa nowogródzkiego Rzeczypospolitej, znalazło się na terenie powiatu nowogródzkiego (ujezdu), który wchodził kolejno w skład guberni: słonimskiej, litewskiej, grodzieńskiej i mińskiej Imperium Rosyjskiego. Po ustabilizowaniu się granicy polsko-radzieckiej w 1921 roku Zausze wróciło do Polski, znalazło się w gminie Horodziej w powiecie nieświeskim województwa nowogródzkiego, od 1945 roku – w ZSRR, od 1991 roku – na terenie Republiki Białorusi.
W 1921 miejscowość liczyła 116 mieszkańców, zamieszkałych w 16 budynkach, w tym 90 Białorusinów, 12 Polaków, 12 Żydów i 2 osoby innej narodowości. 94 mieszkańców było wyznania prawosławnego, 12 mojżeszowego i 10 rzymskokatolickiego. W 2009 roku we wsi mieszkały 23 osoby, a jeszcze w 1999 roku – 56 osób.

## Dawny dwór
Dwór został zbudowany prawdopodobnie w II połowie XVIII wieku przez Ignacego Morawskiego. Był to klasycystyczny parterowy jedenastoosiowy, dwór modrzewiowy na podmurówce, na planie szerokiego prostokąta. Trójosiową piętrową część środkową zdobił portyk z dwiema parami toskańskich kolumn, zwieńczony trójkątnym frontonem. Od strony ogrodu znajdował się taras z dwustronnymi schodami. Dom był przykryty wysokim, gładkim, dwuspadowym dachem gontowym nad częścią piętrową i trójspadowym nad częścią parterową.

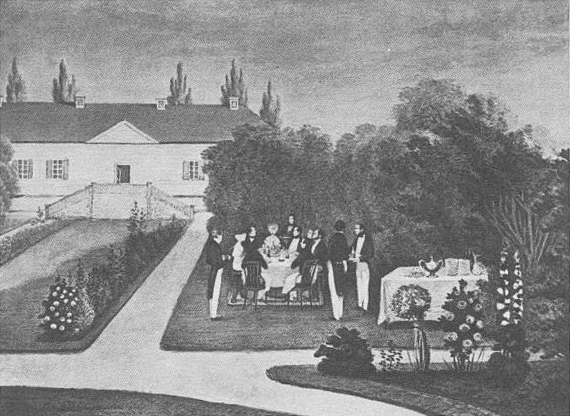
Ogrody dworskie w 1839 roku

Wokół paradnego kwadratowego gościńca z okrągłym gazonem znajdowało się kilka budynków gospodarczych: dwie oficyny, dwie stajnie, rymarnia, powozownia, lamus, również kaplica i altany. 
Za domem rozciągał się duży park staropolski o powierzchni kilku hektarów, z dwiema alejami lipowymi schodzącymi do Uszy. Między alejami była otwarta przestrzeń w postaci trawnika.
Gospodarze podejmowali w tym domu w 1785 roku króla Stanisława Augusta, a w 1818 roku – cara Aleksandra I.
Dziś na miejscu zabudowań dworskich stoi ruina kaplicy, lodowni oraz młyn wodny nad Uszą. Ruina ta znajduje się w rejestrze zabytków historyczno-kulturalnych Białorusi pod numerem 613Г000491.
Majątek Zausze został opisany w 2. tomie Dziejów rezydencji na dawnych kresach Rzeczypospolitej Romana Aftanazego.